# Clavister
Clavister（クラビスター）は、スウェーデンのClavister AB社の開発した次世代ファイアウォール(NGFW)アプライアンスで、欧州および中東、中国、南米の通信キャリアで利用されている。組込型Linuxを利用する同ジャンルの製品が多い中、同社製品はファームウェアで作られており、パフォーマンス性能が高くSLAも高められるため通信キャリアや証券市場など大容量トラフィックでの採用例が多い。
ファイアウォール、アプリケーション制御、VPN、アンチウイルス、侵入防止システム、コンテンツフィルタリング、電子メールフィルタリング等の機能をゲートウェイ1台で処理する。
アプリケーション制御においては、必要なアプリケーションプロトコルのみを許可、帯域制御、拒絶、破棄することができるため、P2Pソフトの通信を止めたり、社内スマートフォンにて動画閲覧サービスの利用者数を制限し帯域占有を回避するなどの対策機能を持つ。
アプライアンス製品およびハイパーバイザ製品によって提供され、SOHO向けから大手企業・プロバイダ・通信キャリア向けの大型製品まで幅広いラインナップを有するが、ハードウェアの種類は少なく、余裕のあるハードウェアを用意しソフトウェア的に制限をかけて多くのモデルをラインナップする特徴がある。同一ハードウェアであれば、本体を買い換えることなしにライセンスアップグレードでファイアウォール性能向上をさせることも可能である。
１台から数千台までの同社製品を統合管理することができる、SDN運用管理ソリューションInControlを無償で提供している他、Splunk for ClavisterにてSplunkを利用して運用や利用分析を行うことも可能である。